# Группа фавелы
Фавелы — российская постпанк, дарквейв, синти-поп группа из города Киров (Кировская область), основанная в 2025 году Пыреговым Игорем Александровичем и Корякиным Игорем Александровичем. Группа выпускает новые композиции ежемесячно, таким образом, с апреля 2025 года по август у дуэта выпущено четыре релиза. Коллектив характеризуется уникальным сочетанием синтезаторных партий, гитарного звучания и танцевальных ритмов с характерным тёмным оттенком в голосе и музыке. 

### Дискография
| Название                       | Дата выхода     |
| ------------------------------ | --------------- |
| Этот город для нас слишком мал | 11 апреля 2025  |
| Дивный сад                     | 16 мая 2025     |
| Потанцуй                       | 27 июня 2025    |
| Очень жаль                     | 29 июля 2025    |
| Ладонь                         | 29 августа 2025 |

### Состав
- Игорь Пырегов — вокал, музыка, тексты, гитара,
- Игорь Корякин — музыка, тексты, перкуссии, клавиши.